# Серобородник сибирский
Серобородник сибирский (лат. Spodiopogon sibiricus) — травянистое растение, вид однодольных растений рода Серобородник (Spodiopogon) семейства Злаки (Poaceae). Впервые описан в 1820 году немецко-российским ботаником Карлом Бернгардомом Триниусом.

## Распространение, описание
Многолетнее травянистое растение. Корневищный геофит. 
Лист простой, ланцетной и линейной форм, без членения, цельнокрайный. Листорасположение очерёдное. 
Соцветие — колос. Цветки размером до 1 см, с незаметным околоцветником. Плод — зерновка, жёлтого цвета.
Распространён от Сибири (Россия) до Японии и Китая. Произрастает на каменистых, лесных участках, среди кустарников.

## Замечания по охране
Включён в Красные книги Иркутской области и Усть-Ордынского Бурятского автономного округа (последний к настоящему времени упразднён как регион Российской Федерации).

## Синонимы
По данным The Plant List в синонимику вида входят следующие названия:
- Andropogon sibiricus Steud.
- Saccharum sibiricum (Trin.) Roberty
- Spodiopogon depauperatus var. purpurascens Honda
- Spodiopogon sibiricus f. purpurascens (Honda) Ohwi
- Spodiopogon sibiricus var. purpurascens (Honda) Honda
- Spodiopogon sibiricus var. sibiricus
- Spodiopogon sibiricus var. tenuis (Kitag.) Kitag.
- Spodiopogon sibiricus var. tomentosus Koisdz.
- Spodiopogon tenuis Kitag.

## Применение
Применяется как садовое растение в качестве декоративной травы. 